# Eoplectus bloti
Eoplectus bloti — викопний вид променеперих риб ряду Скелезубоподібні (Tetraodontiformes). Цей вид існував у еоцені.